# Fieschergletscher
Der Fieschergletscher ist ein Talgletscher auf der Südseite der Berner Alpen im Kanton Wallis in der Schweiz. Im Jahre 2012 war er mit einer Länge von 14,7 km nach dem benachbarten Aletschgletscher der zweitlängste Gletscher der Alpen. Er ist aber vergleichsweise schmal, so dass er flächenmässig mit knapp 30 km² (2017) nach Aletsch- und Gornergletscher nur der drittgrösste Gletscher der Alpen ist.

## Lage
Seinen Ausgangspunkt nimmt der Fieschergletscher auf etwa 4000 m ü. M. am Osthang des Gross Fiescherhorns. Nachdem er auf den ersten zwei Kilometern eine Höhendifferenz von 700 m überwunden hat, fliesst er nur noch mit flacher Neigung südostwärts, flankiert im Westen vom Grünhorn (4044 m ü. M.) und Gross Wannenhorn (3906 m ü. M.), im Osten vom Finsteraarhorn (4274 m ü. M.). Dabei münden von beiden Seiten her kleinere Tributärgletscher ein. Am Südfuss des Finsteraarrothorns (3530 m ü. M.) mündet von Osten zudem das System des insgesamt 5 km langen Studer- und Galmigletschers, die fast gleich breit sind wie der Fieschergletscher.

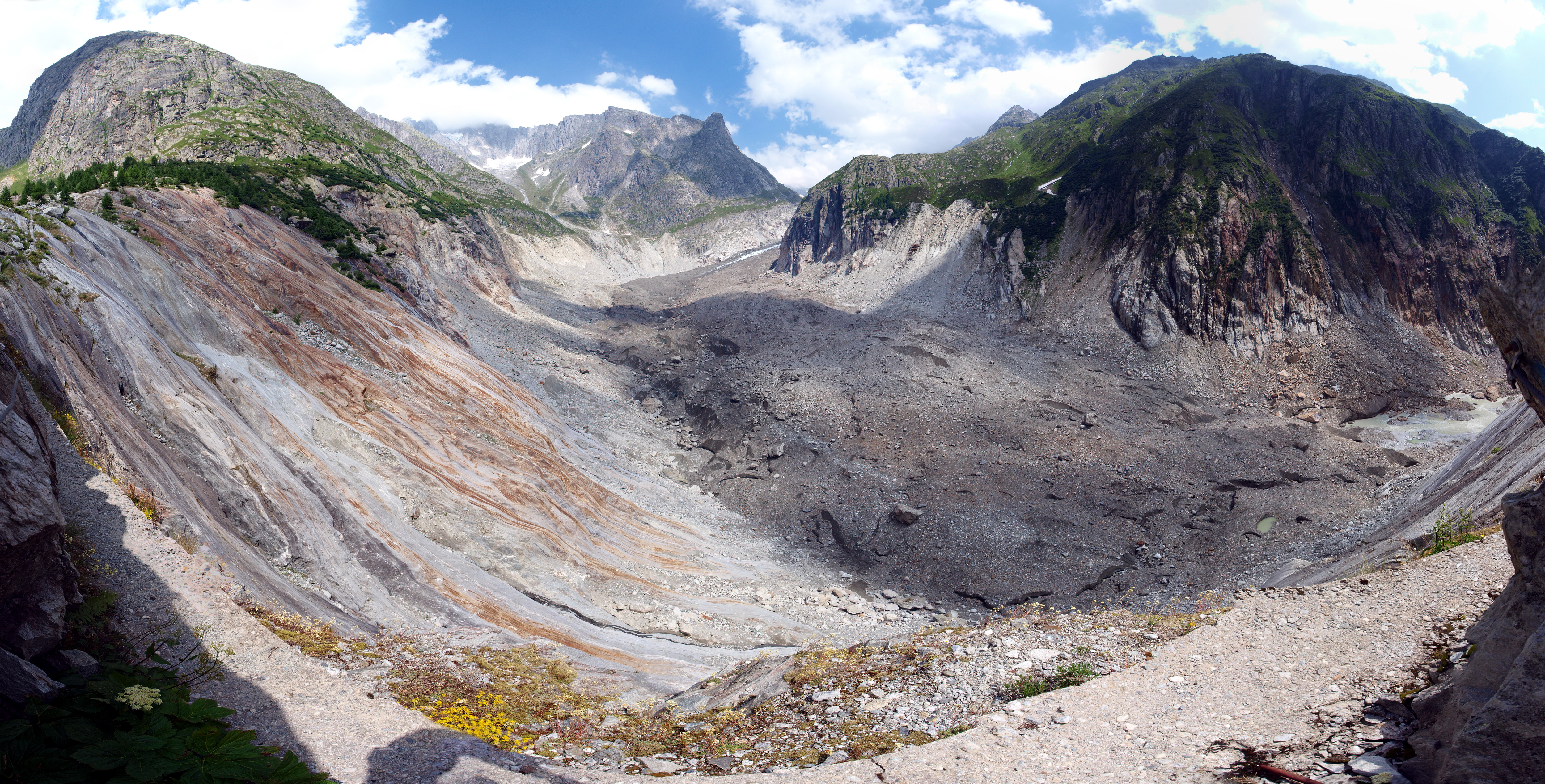
Die Gletscherzunge des Fieschergletschers und sein Abfluss, das Weisswasser

In seinem unteren Abschnitt fliesst der Fieschergletscher nach Süden durch ein tiefes Tal zwischen dem Wannenhorn im Westen und dem Grat des Wasenhorns im Osten. Im Sommer, wenn die Schneeschicht weggeschmolzen ist, präsentiert er sich hier als grauer Gletscher, bedeckt mit dem Geröll der Mittelmoränen sowie den von den Steilhängen abgerutschten Gesteinsbrocken. Die Gletscherzunge befindet sich derzeit etwas unterhalb von 1700 m nördlich der Burg (nördliches Ende einer im unteren Teil auch Titter genannten Felsbastion). Hier tritt der Gletscherbach Weisswasser aus, der bei Fiesch in die Rhone mündet.

## Entwicklung
| Jahr         | 1850 | 1973 | 1999/2000 | 2012         |
| Fläche (km²) | 37,4 | 34,2 | 31,2      | 29,75 (2017) |
| Länge (km)   | 17,1 | 15,4 | 15,0      | 14,7         |

## Finsteraarhornhütte
Am Südwesthang des Finsteraarhorns, rund 100 m über dem Fieschergletscher, steht die Finsteraarhornhütte des Schweizer Alpen-Clubs SAC auf 3048 m ü. M. Sie dient häufig als Zwischenstation ausgedehnter mehrtägiger Gletschertouren vom Jungfraujoch oder vom Lötschental bis zum Grimselpass.
Nicht zu verwechseln ist der Fieschergletscher mit dem nördlich der Fiescherhörner gelegenen, in den Unteren Grindelwaldgletscher abfliessenden Gletscher, den die Karte ebenfalls als Fieschergletscher bezeichnet und der zur Unterscheidung von dem Walliser Fieschergletscher auch als Grindelwald-Fieschergletscher bezeichnet wird.

Bellwald, Ortsteil Ried im Jahr 1910 vor dem Gross Wannenhorn. Links der Fieschergletscher.
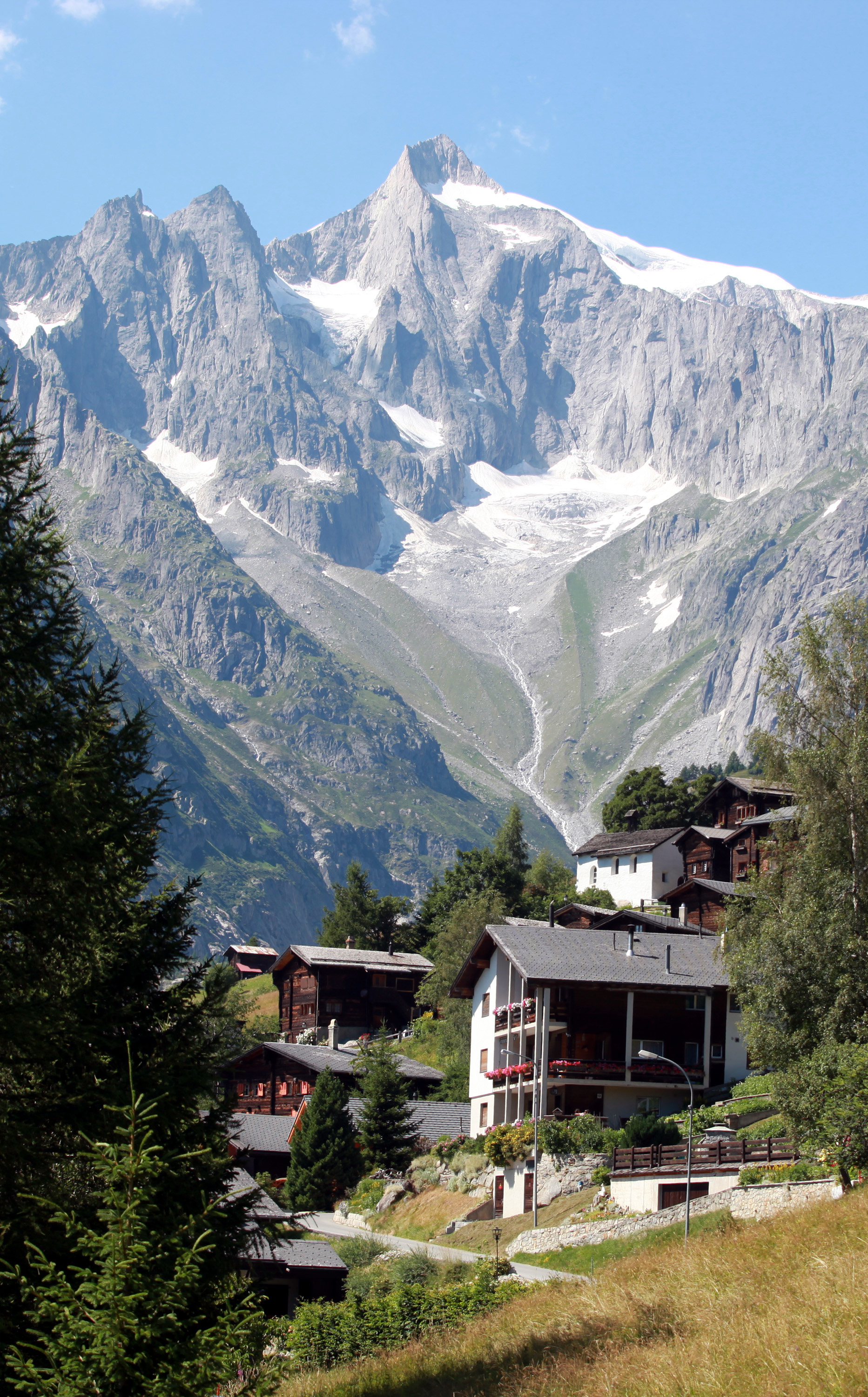
Aufnahme 100 Jahre später: Vom Gletscher ist an dieser Stelle nichts mehr zu sehen.
Der Ort Fiesch im Jahr 1911. Deutlich sichtbar der Fieschergletscher.
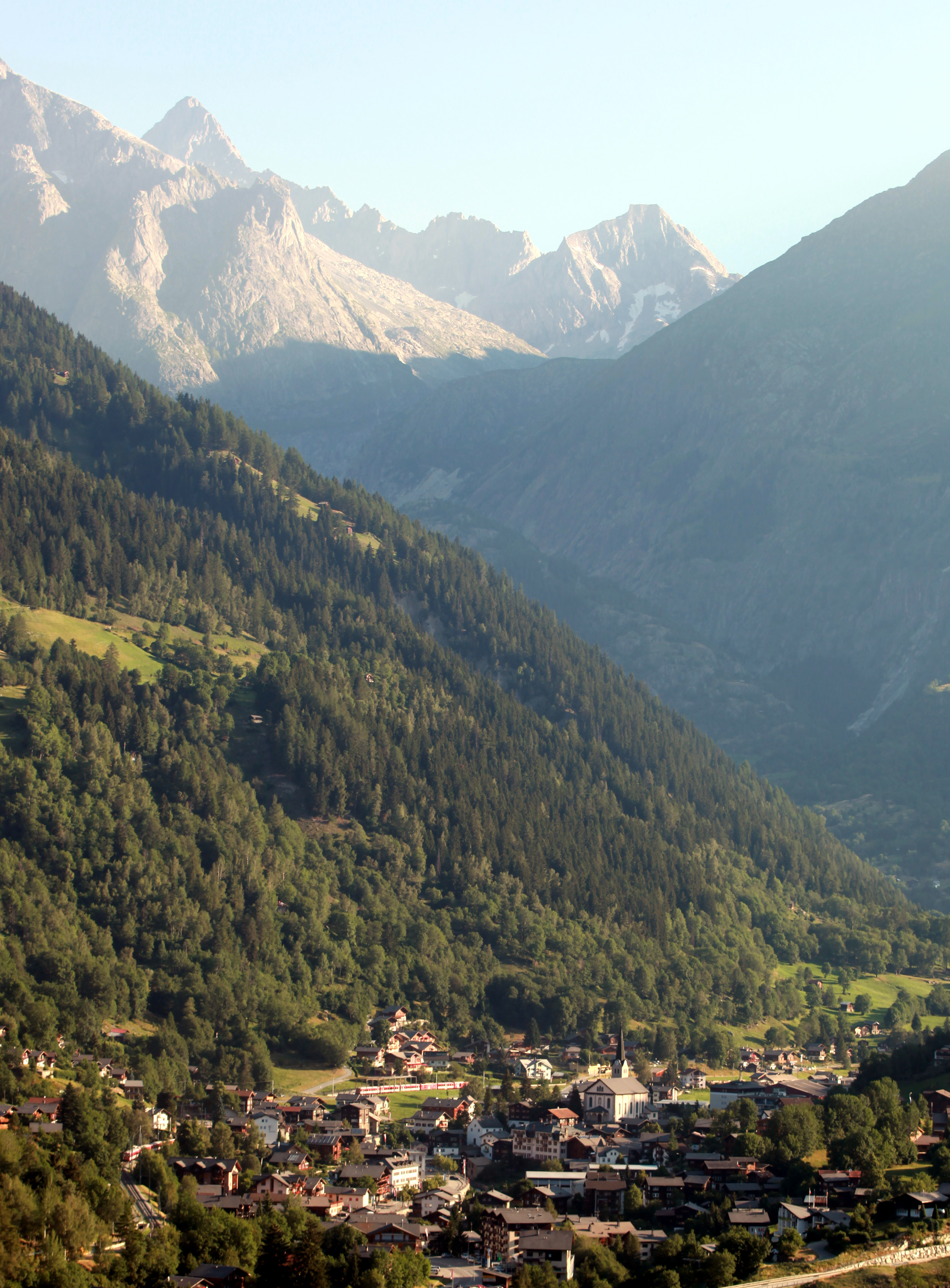
99 Jahre später aus der gleichen Perspektive betrachtet.